# ویلیام بایلیس
ویلیام بایلیس (انگلیسی: William Baylis؛ زادهٔ april ۱۵, ۱۹۶۲ (۶۲ سال)) ورزشکار اهل ایالات متحده آمریکا است.
وی در مسابقات کشوری و بین‌المللی در مجموع برندهٔ ۱ مدال نقره شده‌است.